# Banco de la Reserva de Zimbabue
El Banco de la Reserva de Zimbabue (en inglés: Reserve Bank of Zimbabwe) es el banco central de Zimbabue. 

## Historia
El banco tiene sus orígenes en el Bank of Rhodesia and Nyasaland, fundado en marzo de 1956, el cual fue el sucesor del Central Currency Board. 
El Reserve Bank continúa operando a pesar de la gran variedad de cambios en soberanía y estructura gubernamental en Rodesia y Zimbabue. El New Reserve Bank Tower fue inaugurado por el presidente Robert Mugabe el 31 de mayo de 1996.

## Estructura
El Ley del Banco de Reservas de Zimbabue establece un director y una junta directiva para su administración. El director junto con tres subdirectores son los que se encargan de las operaciones diarias del banco. El director actual es Gideon Gono.
El director y los tres subdirectores son designados por el presidente por periodos de cinco años, con la posibilidad de una extensión. El director también cumple la función de presidente de la junta directiva.

## Operaciones
La función principal del banco es la de gestionar la política monetaria del país. Según el sitio web del banco, al ser único banco autorizado para imprimir billetes y acuñar moneda, se encarga de regular la masa monetaria en circulación. Sin embargo, debido a que el uso de divisas extranjeras para transacciones diarias dentro de Zimbabue es muy común, el banco tiene muy poco control sobre la oferta de dinero.